# Święta Katarzyna (województwo dolnośląskie)
Święta Katarzyna (niem. Kattern) – wieś w Polsce położona w województwie dolnośląskim, w powiecie wrocławskim, w gminie Siechnice.
Wieś położona jest 9 kilometrów na południowy wschód od centrum Wrocławia, do 31.12.2009 r. była siedzibą gminy Święta Katarzyna.
W latach 1975–1998 miejscowość należała administracyjnie do województwa wrocławskiego.

## Historia
Historia osadnictwa na tym terenie sięga 4200 lat p.n.e. Miejscowość po raz pierwszy wzmiankowana była w 1257 roku jako sancte Katherine. Nazwa wsi ma charakter kultowy i pochodzi od imienia patronki miejscowego kościoła. Od XVII wieku notowano niemieckie formy, najpierw Cathern, później Cattern i Kattern. Swoje dobra kuchenne posiadały tam osadzone we Wrocławiu zakony rycerskie: szpitalników–joannitów oraz krzyżowców z czerwoną gwiazdą. Poważnie zniszczona w czasie wojny trzydziestoletniej. W miejscowym kościele do około 1800 r. odprawiane były msze w języku polskim.

## Dawny herb gminy Święta Katarzyna

Dawny herb gminy Święta Katarzyna

Herb gminy Święta Katarzyna przedstawiał na lewej (heraldycznie) połowie czarnego orła dolnośląskiego, z charakterystycznym półksiężycem i krzyżem na piersi – piastowskim symbolem wywodzącym się z czasów Henryka II Pobożnego. Prawa strona herbu przedstawiała koło i miecz na czerwonym tle – symbole męczeństwa świętej Katarzyny Aleksandryjskiej, od której wywodzi się nazwa miejscowości.

## Zabytki
Do wojewódzkiego rejestru zabytków wpisane są:
- kościół parafialny pw. św. Katarzyny Aleksandryjskiej – Sanktuarium Matki Bożej Częstochowskiej, z XIII w. (1257 r),
- zespół klasztorno-szpitalny ss. ze Zgromadzenia Chrystusa Dobrego Pasterza (obecnie prowadzony przez Zgromadzenie Sióstr Pasterek od Opatrzności Bożej) z początku XX w. (1925 r.):
  - kaplica I pw. Dobrego Pasterza,
  - kaplica II północna,
  - dom mieszkalny sióstr,
  - budynek szpitalny,
  - 6 budynków mieszkalno-gospodarczych,
  - cmentarz,
  - kaplica na cmentarzu,
  - zespół kapliczek drogi krzyżowej.

Pozostałe zabytki:
- głowica późnogotyckiej kapliczki słupowej na koronie muru przykościelnego[6],
- dworzec kolejowy, XIX w.,
- kaplica cmentarza parafialnego, XIX w.,
- klasztor Sióstr Elżbietanek, XIX w.,
- budynek dawnego Urzędu Gminy, XIX w.,
- zespół zabudowań folwarcznych (ul. Powstańców Śl.), XIX w.

## Edukacja, kultura i rozrywka
W Świętej Katarzynie znajduje się Oddział Zespołu Przedszkoli w Żernikach Wrocławskich (ul. Dąbrowskiego 10); Publiczna Szkoła Podstawowa im. Stefana Kardynała Wyszyńskiego Prymasa Tysiąclecia (ul. Główna 94) oraz Oddział Zamiejscowy Gimnazjum im. Księżnej Anny z Przemyślidów w Siechnicach (ul. Główna 94). Funkcjonuje również Gminne Centrum Kultury oraz Biblioteka Publiczna im. Andrzeja Waligórskiego (ul. Główna 82). W miejscowym parku znajdują się "Ścieżka Zdrowia" i Hala Sportowa im. Andrzeja Grubby, a przy miejscowym boisku działa Klub Sportowy "Orzeł Święta Katarzyna".

## Społeczeństwo
Święta Katarzyna to miejscowość o zróżnicowanej strukturze społecznej, której charakter w znacznym stopniu ukształtowały procesy migracyjne. Po II wojnie światowej osiedlili się tu liczni repatrianci z Kresów Wschodnich, co pozostawiło trwały ślad kulturowy i mentalny, szczególnie wśród starszego pokolenia. Współcześnie coraz większy udział w strukturze demograficznej mają mieszkańcy pochodzący z okolicznych miejscowości, zwłaszcza z położonego nieopodal Wrocławia.
Napływ nowych mieszkańców, głównie młodych rodzin z aglomeracji wrocławskiej, ma istotny wpływ na rozwój Świętej Katarzyny. Dynamiczny wzrost liczby ludności przyczynił się do poprawy infrastruktury, rozwoju usług lokalnych oraz zwiększenia wpływów do budżetu gminy. Nowi mieszkańcy aktywnie uczestniczą w życiu lokalnej społeczności, angażując się w działalność społeczną, edukacyjną i kulturalną. 

## Grupy wyznaniowe
Dominującym wyznaniem w Świętej Katarzynie jest katolicyzm. W miejscowości znajduje się Sanktuarium Matki Bożej Częstochowskiej, ustanowione 16 października 1999 r. decyzją kard. Henryka Gulbinowicza – ówczesnego Arcybiskupa Metropolity Wrocławskiego. Konsekracja sanktuarium miała miejsce 3 maja 2000 r. i została dokonana przez bpa Józefa Pazdura, ówczesnego Biskupa Pomocniczego Archidiecezji Wrocławskiej. Obraz Matki Bożej Częstochowskiej, znajdujący się w świątyni, został przywieziony przez repatriantów w 1945 r. z miejscowości Dolina (obecnie na Ukrainie).
W Świętej Katarzynie funkcjonują dwa żeńskie domy zakonne: klasztor Zgromadzenia Sióstr Pasterek od Opatrzności Bożej (Siostry Pasterki) oraz klasztor Zgromadzenia Sióstr Świętej Elżbiety (Siostry Elżbietanki) .
Od 1948 r. posługę w parafii św. Katarzyny Aleksandryjskiej sprawował ks. Henryk Smoluk (1913-1974)  były administrator parafii w Wełdzirzu w województwie stanisławowskim i były więzień sowieckich łagrów na Syberii.

## Transport i komunikacja
Święta Katarzyna jest miejscowością bardzo dobrze skomunikowaną. Miejscowość leży nieopodal drogi krajowej nr 94 oraz drogi wojewódzkiej nr 395 z dogodnym dojazdem do autostrady A4. Przez Świętą Katarzynę przechodzi Wschodnia Obwodnica Wrocławia (WOW). Do Świętej Katarzyny dawniej docierała komunikacja podmiejska: linie 900L, 900P oraz 910 obsługiwane przez Dolnośląskie Linie Autobusowe (DLA) Sevibus. 
1 marca 2019 r. uruchomiona została Siechnicka Komunikacja Publiczna, w ramach której przez Świętą Katarzynę przejeżdżają autobusy 800, 840, 860 i 870 w stronę Siechnic i Żernik Wrocławskich. Zastąpiły one linie 900L, 900P i 910. Nowe autobusy jeżdżą częściej i obejmują nowe trasy na terenie Wrocławia, m.in. Tarnogaj. Dodatkowo przez Świętą Katarzynę przebiega trasa komunikacji autobusowej na trasie Oława-Wrocław oraz Wrocław-Oława obsługiwanej przez PKS Oława. Istnieje również połączenie kolejowe z Wrocławiem i z Opolem.

## Miejsca Pamięci
- Dąb Pamięci tragicznie zmarłego Prezydenta RP Lecha Kaczyńskiego oraz wszystkich ofiar katastrofy lotniczej pod Smoleńskiem w dniu 10 kwietnia 2010 r. – znajduje się przed kościołem św. Katarzyny Aleksandryjskiej.
- Dąb Pamięci posadzony dla uhonorowania porucznika Józefa Nawarowskiego, (zamordowanego w Katyniu w 1940 r.) w ramach projektu "Katyń, ocalić od zapomnienia" – znajduje się przed kościołem św. Katarzyny Aleksandryjskiej.
- Dębem Pamięci Aleksandry Natalli-Świat Posłanki na Sejm RP, tragicznie zmarłej w katastrofie pod Smoleńskiem 10 kwietnia 2010 r., nazwano dąb, która sama posadziła, podczas jednej z wizyt w Świętej Katarzynie – znajduje się w miejscowym parku.

## Ludzie związani ze Świętą Katarzyną
- Piotr Dzięcioł – polski producent filmowy